# ミルト・ジャクソン (アルバム)
ミルト・ジャクソン（Milt Jackson and the Thelonious Monk Quintet）は、ジャズヴィブラフォン奏者ミルト・ジャクソンのアルバム。1956年リリース。ウィザード・オブ・ザ・ヴァイブスから8曲、未発表曲1曲、未発表別テイク3曲を収録。レコード番号BLP1509。

## 収録曲

### A面
1. リリー - Lillie
2. タヒチ - Tahiti
3. ホワッツ・ニュー - What's New
4. バグズ・グルーヴ - Bags' Groove
5. オン・ザ・シーン - On The Scene
6. ウィロー・ウィープ・フォー・ミー - Willow Weep For Me

### B面
1. クリス・クロス - Criss Cross
2. エロネル - Eronel
3. ミステリオーソ（別テイク） - Mysterioso (alt. Take)
4. エヴィデンス - Evidence
5. リリー（別テイク） - Lillie (alt. Take)
6. フォア・イン・ワン（別テイク） - Four In One (alt. Take)

## 演奏メンバー

### 1948年7月2日録音（B-3,4）
- ミルト・ジャクソン - ヴィブラフォン
- セロニアス・モンク - ピアノ
- ジョン・シモンズ - ベース
- シャドウ・ウィルソン - ドラムス

### 1951年7月23日録音（A-6、B-1,2,6）
- ミルト・ジャクソン - ヴィブラフォン
- サヒブ・シハブ - アルト・サックス（ただしA-6には不参加）
- セロニアス・モンク - ピアノ
- アル・マッキボン - ベース
- アート・ブレイキー - ドラムス

### 1952年4月7日録音（A-1,2,3,4,5、B-5）
- ミルト・ジャクソン - ヴィブラフォン
- ルー・ドナルドソン - アルト・サックス（ただしA-1,3、B-5には不参加）
- ジョン・ルイス - ピアノ
- パーシー・ヒース - ベース
- ケニー・クラーク - ドラムス